# Schizovalva
Schizovalva é um gênero de traça pertencente à família Agonoxenidae.